# 马里尼约
马里尼约（法語：Marignieu，法語發音：[maʁiɲø]）是法国东部安省的一个市镇，属于贝莱区。

## 地理
马里尼约（45°47'49"N, 5°43'16"E）面积3.55 平方千米，位于法国奥弗涅-罗讷-阿尔卑斯大区安省，该省份为法国东部省份，北起汝拉省，西北接索恩-卢瓦尔省，西接罗讷省和里昂大都会，南至伊泽尔省，东与萨瓦省、上萨瓦省和瑞士接壤。
与马里尼约接壤的市镇（或旧市镇、城区）包括：塞泽里约、弗拉克雪、波略、翁涅、沙泽-邦、马尼约。

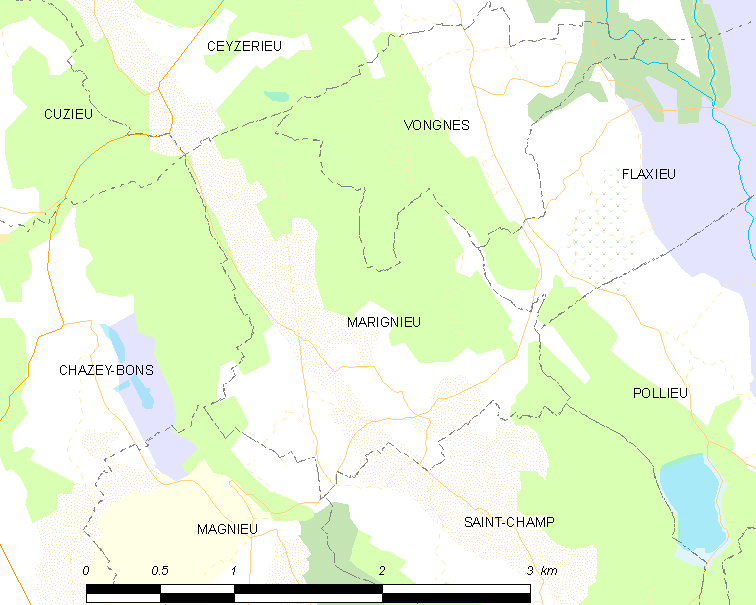
马里尼约的OSM定位图

马里尼约的时区为UTC+01:00、UTC+02:00（夏令时）。

## 行政
马里尼约的邮政编码为01300，INSEE市镇编码为01234。

## 政治
马里尼约所属的省级选区为贝莱县。

## 人口

1962-2008年间马里尼约人口变化图示

马里尼约于2022年1月1日时的人口数量为164人。